# Miyu Namba
Miyu Namba, född 31 maj 2002 i Nara, är en japansk simmare.

## Karriär
I augusti 2019 vid junior-VM i Budapest tog Namba silver på 800 meter frisim. I juli 2021 vid OS i Tokyo tävlade hon i två grenar. Namba slutade på 20:e plats på 400 meter frisim och på 17:e plats på 800 meter frisim.
I december 2022 vid kortbane-VM i Melbourne tog Namba brons på 800 meter frisim och noterade ett nytt japanskt rekord på tiden 8.12,98. Hon tog även silver på 1 500 meter frisim.